# Asterolamprales
Ordre
L’ordre des Asterolamprales est un ordre d’algues de la sous-classe des Coscinodiscophycidae dans la classe des Coscinodiscophyceae.

## Liste des familles
Selon AlgaeBase (9 février 2019) :
- famille des Asterolampraceae H.L.Smith
- famille des Brightwelliaceae Nikolaev & Harwood
- famille des Neobruniaceae Hendey
- famille des Thaumatonemataceae Nikolaev & Harwood

Selon Catalogue of Life (9 février 2019), ITIS (9 février 2019) et World Register of Marine Species (9 février 2019) :
- famille des Asterolampraceae H.L.Smith, 1872